# مانويل جودينهو
مانويل جودينهو (بالبرتغالية: Manuel Godinho) (1712-1630 م). راهب ورحالة برتغالي عمل مبشراً في الهند. بدأ عام 1662م، برحلة برية من الهند إلى مملكة البرتغال وهو يحمل في جعبته وثائق وتهم تدين حاكم المنطقة، وكانت رحلته عبر بلاد فارس، وبلاد ما بين النهرين، وسوريا زمن الدولة العثمانية حتى وصل إلى كاشكايش في البرتغال عام 1663م.

## السيرة
ولد مانويل جودينهو عام 1630م، في مدينة مونتالفيو من مقاطعة ألينتيخو في البرتغال. هو ابن (مانويل نومس دي أبريو) و (جونا دي ريس).في عام 1645م، وهو في عمر مبكر لم يتجاوز السادسة عشر، دخل إلى الرهبنة في المجتمع المسيحي في قلمرية. وإلتحق للتبشير في الهند، فمارس مهمته في ولاية غوا الهندية، كما انه كلف بمهمات دبلوماسية.وبعدها استقال وأصبح كاهناً علمانياً. تولى منصب (محيي الكنيسة) في كنيسة القديس نيكولاس في سانتاريم، وقد أصبح صاحب رتبة كنيس ذات دخل في كنيسة لنفس القديس في لشبونة.

## الرحلة
في ديسمبر/ كانون الثاني 1662م، غادر الأب مانويل جودينهو الهند عن طريق البر متجهاً إلى بلاد فارس، ثم وصل العراق عند خليج البصرة فإنتظر فيها مدة حتي إستأجر زورقاً للذهاب إلى بغداد وكان تحركه صعباً نوعاً ما لأنه يسير عكس مجرى نهر الفرات صعوداً، فكان يقوم بدفع الزورق مع عدد قليل ولا يكفي من مرافقيه. فزار السماوة ومشهد علي بن أبي طالب، وآثار بابل، ثم بغداد ومنها إلى عنه، و (طيبا Taiyibe) أبو طيبان، ومنها إلى حلب في سوريا حتى وصل إلى سواحل البحر الأبيض المتوسط، ومن هناك وصل إلى سواحل مدينه كاشكايش البرتغالية.

## النشر
طبعت ونشرت مذكرات الرحلة التي سردها الأب مانويل جودينهو (من الهند إلى البرتغال عام 1663) باللغة البرتغالية بعنوان: (Relaçao do novo caminho que fêz por terra e mar da .Índia para Portugal no ano de 1663) كطبعة أولى عام 1665م، وطبعة ثانية 1842م.
وطبعت ونشرت مترجمة إلى اللغة الإنجليزية تحت عنوان: (Intrepid itinerant. Manuel Godinho and his journey from India to Portugal in 1663.) في بومباي عام 1995م.

## وفاته
توفي الأب مانويل جودينهو في مدينة لوريس عام 1712م.